# 國際華語研習所
國際華語研習所（縮寫：ICLP），中文全銜為「國立臺灣大學文學院國際華語研習所」，亦可簡稱「臺大文學院國際華語研習所」、「臺大國際華語研習所」，是一所成立於1962年、現今直屬於國立臺灣大學文學院的華語文教學單位，亦是全球第一所同時提供現代中文課程和文言文課程的華語文教學單位。其目前設於國立臺灣大學校總區語文大樓，鄰近國立臺灣大學社會科學院。

## 歷史
臺大國際華語研習所的前身，為1962年9月由美國史丹福大學在中華民國臺北市所成立之「中國文化研習所」。1963年，在康乃爾大學、哈佛大學、哥倫比亞大學、普林斯頓大學、密西根大學、加州大學柏克萊分校、華盛頓大學，以及史丹福大學之支持下，該教學單位擴大編制為「美國各大學中國語文聯合研習所」（Inter-University program for Chinese Language Studies，縮寫：IUP），通稱為「史丹佛中心」（Stanford Center），並且成立校際聯合董事會。1997年，在美國各大學中國語文聯合研習所遷往北京市清華大學以後，其原有之教師，以及行政團隊轉由國立臺灣大學文學院語文中心所管理，並更名為「國際華語研習所」（International Chinese Language Program），且納入臺大的行政體系中。2015年8月，其升格為臺大的二級單位，並直屬於文學院。

## 課程
臺大國際華語研習所之開課時間，分為一年四期：秋季（12週）、冬季（10週）、春季（10週），以及暑期（9週）。欲去修習華語文者，可自由地選擇修讀學年班、暑期班等班。由於該教學單位為全中文聽說之環境，因此修習者須向其簽署「說中文誓約」（ICLP Language Pledge），保證自己不使用中文以外之語言。2009年6月18日，並與數位業者合作線上學習平台。

### 華語師資培訓班
為培訓華語文師資，自2016年起，臺大國際華語研習所開辦「ICLP教學模式華語師資培訓班」。該班透過理論與實務兼具的課程，使得修習者能夠充分地吸取鄧守信教授之教學理論，以及該教學單位所揭示的「以口說帶動聽讀寫」之教學模式。

## 校友
- 寇大偉：英國前外交官。
- 陸威儀：美國漢學家。
- 柳允進：韓國直播主。

## 外部連結
- 國際華語研習所（ICLP） （页面存档备份，存于）（繁體中文）（英文）
- 臺大文學院的一方洋場：華語教學歷史特展 （页面存档备份，存于）（繁體中文）（英文）
- 臺大國際華語研習所：電子報雙週刊 （页面存档备份，存于）（繁體中文）
- 臺大國際華語研習所（ICLP）之Facebook （页面存档备份，存于）（繁體中文）（英文）
- 臺大國際華語研習所（ICLP）之Instagram（繁體中文）（英文）